# Gelis yakutatensis
Gelis yakutatensis là một loài tò vò trong họ Ichneumonidae.